# Dom van Lund

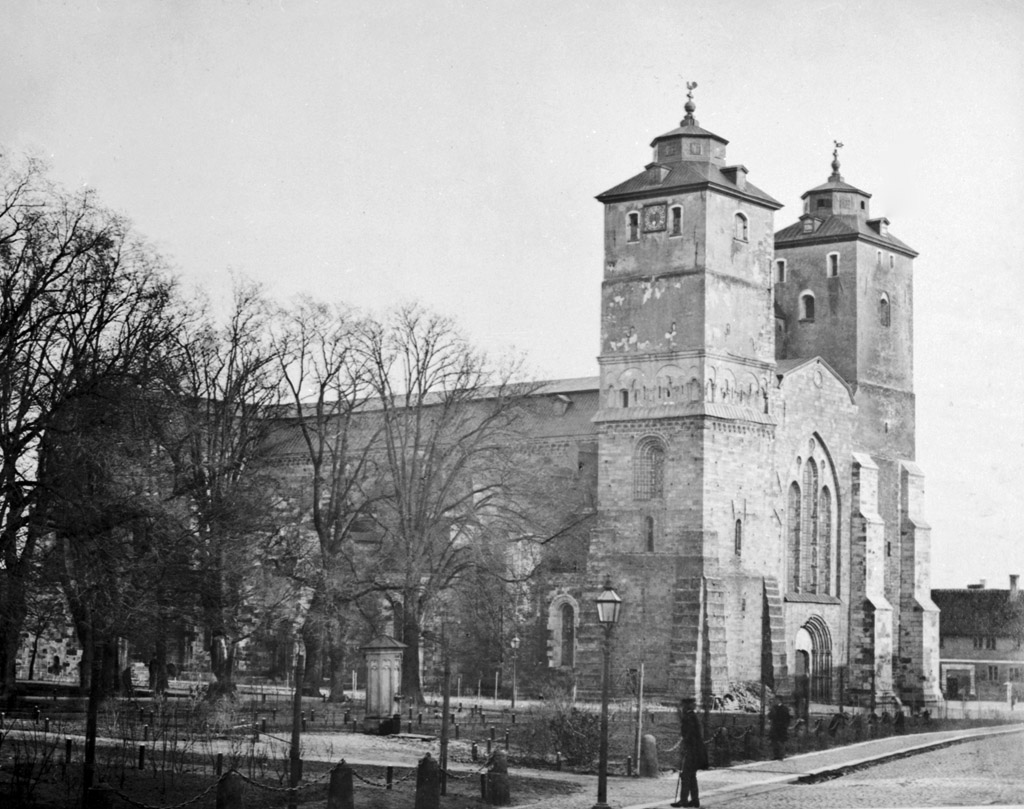
de dom rond 1870, voor de verbouwing van het westwerk

De dom van Lund (Lunds Domkyrka) is een romaanse kathedraal in de Zweedse stad Lund. Het is de zetel van de lutherse bisschop van Lund binnen de Zweedse Kerk. De bouw van de kathedraal is waarschijnlijk begonnen in de vroege 12e eeuw en de wijding vond plaats in 1145. Van het toenmalige kerkgebouw is alleen de apsis nog in originele staat. Met name het westwerk van de kathedraal is in de 19e eeuw grondig verbouwd. De architect Helgo Zettervall gaf toen de kerk zijn huidige uiterlijk, dat geïnspireerd is op de dom van Speyer.